# 水步镇
水步镇，是中华人民共和国广东省江门市台山市下辖的一个乡镇级行政单位。深湛铁路江湛线在鎮上經過。

## 行政区划
水步镇下辖以下地区：
水步圩社区、芦霞村、独冈村、冈宁村、联兴村、荔枝塘村、下洞村、甘边村、灌田村、大岭村、横塘村、步溪村、长塘村、乔庆村、天狮坡村、新塘村、井岗村、长坑村、茅莲村、罗边村和密冲村、松嶺村(蒜山)。